# Roseville (Pennsylvanie)
Pour les articles homonymes, voir Roseville.
Roseville est un borough situé à l'est du comté de Tioga, en Pennsylvanie, aux États-Unis,. En 2010, il comptait une population de 189 habitants, estimée au 1er juillet 2020 à 178 habitants. Le borough est fondé en 1806 et incorporé le 3 février 1876.

## Démographie
Lors du recensement de 2010, le borough comptait une population de 189 habitants. Elle est estimée, en 2020, à 178 habitants.

### Source de la traduction
- (en) Cet article est partiellement ou en totalité issu de l’article de Wikipédia en anglais intitulé « Roseville, Pennsylvania » (voir la liste des auteurs).